# Louis Vielfaure
Pour les articles homonymes, voir Vielfaure.
 Camille Vielfaure (Louis Privat Camille pour l'état-civil), né le 5 juin 1823 à Largentière (Ardèche) et mort le 3 mai 1891 à Paris, est un homme politique français. Il est inhumé à Largentière.

## Biographie
Il était propriétaire du château de Vernon (Ardèche).
Il était le fils de Étienne Vielfaure et de Apollonie Monteil, cousin de Firmin Boissin et père de  Paul Louis Etienne Vielfaure.
L'un de ses petits neveux est le peintre Jean-Pierre Vielfaure.
Docteur en droit en 1847, il devient avocat à Largentière, maire et conseiller général. Il est élu député de l'Ardèche de 1881 à 1885 et de 1886 à 1889, siégeant à gauche et soutenant les gouvernements opportunistes.

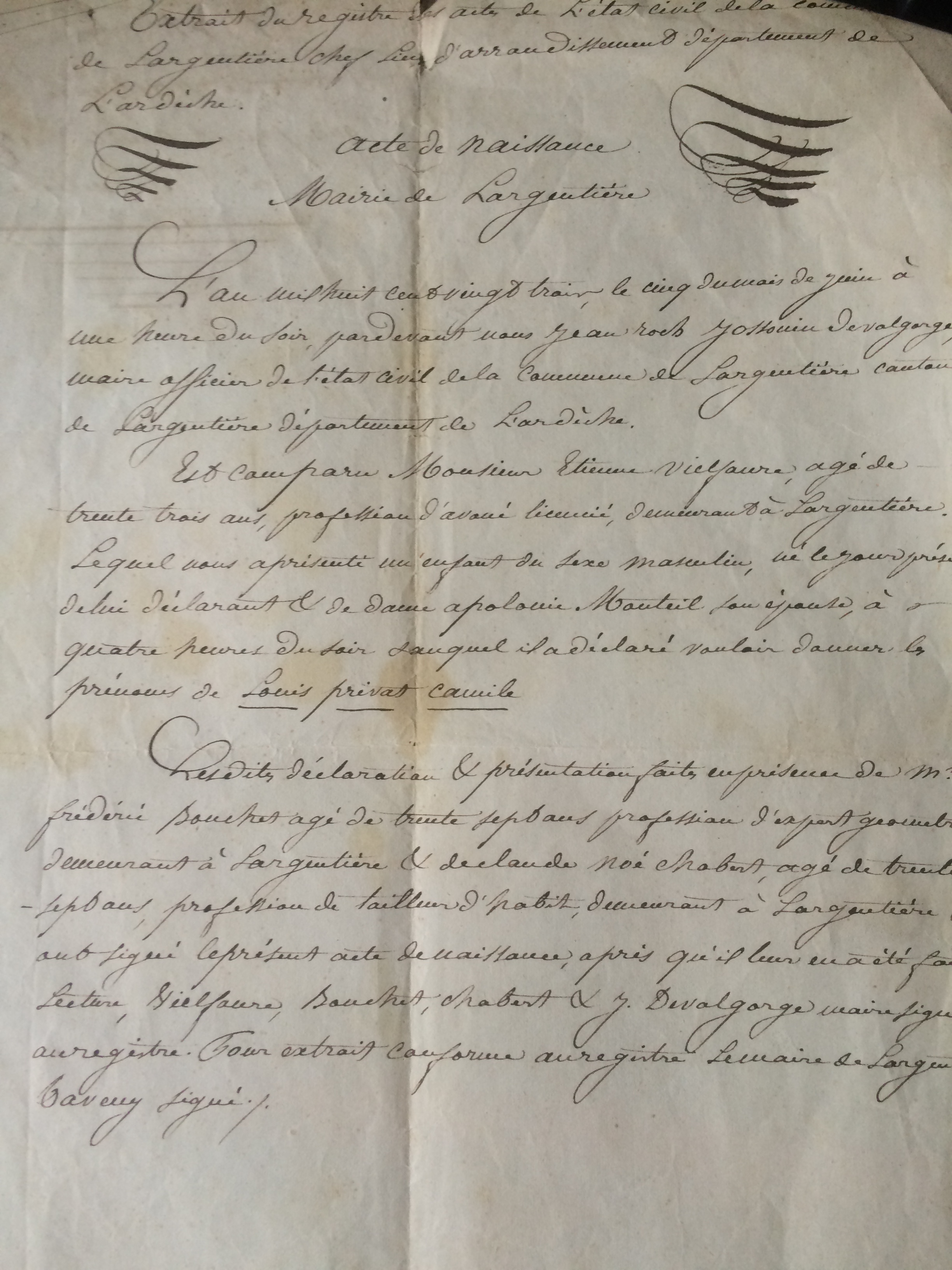
Photo de l'extrait d'acte de naissance de Louis Vielfaure le 5 juin 1823, futur député.
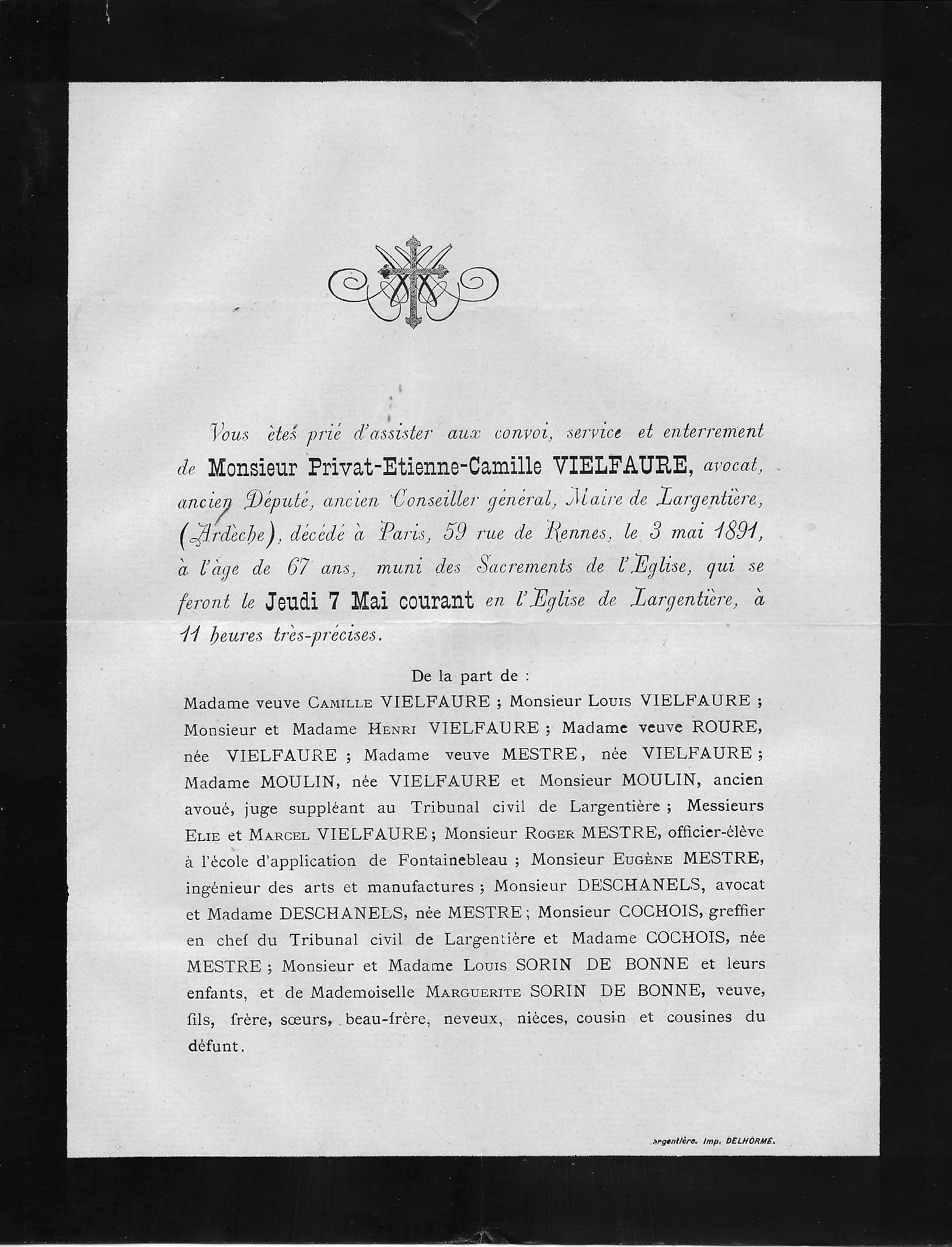
Faire-part de décès de Louis Vielfaure du 3 mai 1891.
- Testament Apollonie Viefaure, née Monteil, mère de Louis Privat.

## Sources
- « Louis Vielfaure », dans Adolphe Robert et Gaston Cougny, Dictionnaire des parlementaires français, Edgar Bourloton, 1889-1891 [détail de l’édition]